# Steve Stone (football)
Pour les articles homonymes, voir Steve Stone.
Steve Stone, né le 20 août 1971 à Gateshead (Angleterre), est un footballeur anglais, qui évoluait au poste de milieu de terrain.
Il joua à Nottingham Forest, Aston Villa, Portsmouth, Leeds United, et en équipe d'Angleterre. 
Stone a marqué deux buts lors de ses neuf sélections avec l'équipe d'Angleterre entre 1995 et 1996. 

## Carrière
- 1989-1999 : Nottingham Forest  Angleterre
- 1999-2002 : Aston Villa  Angleterre
- 2002-2005 : Portsmouth  Angleterre
- 2005-2006 : Leeds United  Angleterre[1],[2]

## Palmarès

### En équipe nationale
- 9 sélections et 2 buts avec l'équipe d'Angleterre entre 1995 et 1996.

### Avec Nottingham Forest
- Vainqueur de la Coupe de la Ligue anglaise en 1990.
- Vainqueur du Championnat d'Angleterre de D2 en 1998.

### Avec Aston Villa
- Vainqueur de la Coupe Intertoto en 2001.

### Avec Portsmouth
- Vainqueur du Championnat d'Angleterre de D2 en 2003.